# رودری
رودریگو ارناندس کاسکانته (به اسپانیایی: Rodrigo Hernández Cascante؛ زادهٔ ۲۲ ژوئن ۱۹۹۶) که عموماً با نام‌های رودری و رودریگو نیز شناخته می‌شود، بازیکن فوتبال اهل اسپانیا است که در حال حاضر در پست هافبک دفاعی برای باشگاه فوتبال منچستر سیتی در لیگ برتر انگلستان و تیم ملی فوتبال اسپانیا بازی می‌کند. او به دلیل پاس‌ها، تکل‌ها، قدرت بدنی و شوت‌های از راه دورش به عنوان یکی از بهترین هافبک‌های دفاعی تاریخ شناخته می‌شود.
رودریگو در جام ملت‌های اروپا ۲۰۲۴ موفق شد به همراه تیم ملی اسپانیا قهرمان این رقابت‌ها و نیز بهترین بازیکن جام ملت‌های اروپا ۲۰۲۴ شود. رودری چندین جایزه انفرادی از جمله توپ طلای ۲۰۲۴ را کسب کرده است. او اولین بازیکن منچسترسیتی است که به این موفقیت دست یافت.

## آمار ملی
| اسپانیا | اسپانیا | اسپانیا | اسپانیا |
| سال     | بازی    | گل      | پاس گل  |
| ------- | ------- | ------- | ------- |
| ۲۰۱۸    | ۴       | ۰       | ۰       |
| ۲۰۱۹    | ۷       | ۰       | ۰       |
| ۲۰۲۰    | ۶       | ۱       | ۰       |
| ۲۰۲۱    | ۱۳      | ۰       | ۰       |
| ۲۰۲۲    | ۹       | ۰       | ۱       |
| ۲۰۲۳    | ۹       | ۰       | ۱       |
| ۲۰۲۴    | ۹       | ۳       | ۰       |
| ۲۰۲۵    | ۰       | ۰       | ۰       |
| مجموع   | ۵۷      | ۴       | ۲       |

### گل‌های ملی
| شماره | تاریخ          | ورزشگاه          | بازی ملی | حریف    | نتیجه | رقابت                    |
| ----- | -------------- | ---------------- | -------- | ------- | ----- | ------------------------ |
| ۱     | ۱۷ نوامبر ۲۰۲۰ | ده لا کارتوخا    | ۱۷       | آلمان   | ۶–۰   | لیگ ملت‌های اروپا ۲۱–۲۰۲۰ |
| ۲     | ۲۶ مارس ۲۰۲۴   | سانتیاگو برنابئو | ۴۹       | برزیل   | ۳–۳   | دوستانه                  |
| ۳     | ۲۶ مارس ۲۰۲۴   | سانتیاگو برنابئو | ۴۹       | برزیل   | ۳–۳   | دوستانه                  |
| ۴     | ۳۰ ژوئن ۲۰۲۴   | راین انرژی       | ۵۳       | گرجستان | ۴–۱   | جام ملت‌های اروپا ۲۰۲۴    |

## آمار باشگاهی
تا تاریخ ۶ مرداد ۱۴۰۴
| باشگاه               | فصل                  | لیگ                  | لیگ  | لیگ | جام  | جام | قاره‌ای | قاره‌ای | دیگر | دیگر | مجموع | مجموع |
| باشگاه               | فصل                  | دسته                 | بازی | گل  | بازی | گل  | بازی   | گل     | بازی | گل   | بازی  | گل    |
| -------------------- | -------------------- | -------------------- | ---- | --- | ---- | --- | ------ | ------ | ---- | ---- | ----- | ----- |
| ویارئال بی           | ۲۰۱۵–۲۰۱۴            | سگوندا دیویسیون بی   | ۸    | ۰   | ۰    | ۰   | ۰      | ۰      | ۰    | ۰    | ۸     | ۰     |
| ویارئال بی           | ۲۰۱۶–۲۰۱۵            | سگوندا دیویسیون بی   | ۳۲   | ۱   | ۰    | ۰   | ۰      | ۰      | ۲    | ۱    | ۳۴    | ۲     |
| مجموع ویارئال بی     | مجموع ویارئال بی     | مجموع ویارئال بی     | ۴۰   | ۱   | ۰    | ۰   | ۰      | ۰      | ۲    | ۱    | ۴۲    | ۲     |
| ویارئال              | ۲۰۱۶–۲۰۱۵            | لا لیگا              | ۳    | ۰   | ۳    | ۰   | ۰      | ۰      | ۰    | ۰    | ۶     | ۰     |
| ویارئال              | ۲۰۱۷–۲۰۱۶            | لا لیگا              | ۲۳   | ۰   | ۴    | ۰   | ۴      | ۱      | ۰    | ۰    | ۳۱    | ۱     |
| ویارئال              | ۲۰۱۸–۲۰۱۷            | لا لیگا              | ۳۷   | ۱   | ۴    | ۰   | ۶      | ۰      | ۰    | ۰    | ۴۷    | ۱     |
| مجموع ویارئال        | مجموع ویارئال        | مجموع ویارئال        | ۶۳   | ۱   | ۱۱   | ۰   | ۱۰     | ۱      | ۰    | ۰    | ۸۴    | ۲     |
| اتلتیکو مادرید       | ۲۰۱۹–۲۰۱۸            | لا لیگا              | ۳۴   | ۳   | ۴    | ۰   | ۸      | ۰      | ۱    | ۰    | ۴۷    | ۳     |
| مجموع اتلتیکو مادرید | مجموع اتلتیکو مادرید | مجموع اتلتیکو مادرید | ۳۴   | ۳   | ۴    | ۰   | ۸      | ۰      | ۱    | ۰    | ۴۷    | ۳     |
| منچستر سیتی          | ۲۰۲۰–۲۰۱۹            | لیگ برتر انگلیس      | ۳۵   | ۳   | ۴    | ۰   | ۸      | ۰      | ۵    | ۱    | ۵۲    | ۴     |
| منچستر سیتی          | ۲۰۲۱–۲۰۲۰            | لیگ برتر انگلیس      | ۳۴   | ۲   | ۴    | ۰   | ۱۰     | ۰      | ۵    | ۰    | ۵۳    | ۲     |
| منچستر سیتی          | ۲۰۲۲–۲۰۲۱            | لیگ برتر انگلیس      | ۳۳   | ۷   | ۲    | ۰   | ۱۰     | ۰      | ۱    | ۰    | ۴۶    | ۷     |
| منچستر سیتی          | ۲۰۲۳–۲۰۲۲            | لیگ برتر انگلیس      | ۳۶   | ۲   | ۴    | ۰   | ۱۲     | ۲      | ۴    | ۰    | ۵۶    | ۴     |
| منچستر سیتی          | ۲۰۲۴–۲۰۲۳            | لیگ برتر انگلیس      | ۳۴   | ۸   | ۴    | ۰   | ۸      | ۱      | ۴    | ۰    | ۵۰    | ۹     |
| منچستر سیتی          | ۲۰۲۵–۲۰۲۴            | لیگ برتر انگلیس      | ۳    | ۰   | ۰    | ۰   | ۱      | ۰      | ۴    | ۰    | ۸     | ۰     |
| منچستر سیتی          | ۲۰۲۶–۲۰۲۵            | لیگ برتر انگلیس      | ۰    | ۰   | ۰    | ۰   | ۰      | ۰      | ۰    | ۰    | ۰     | ۰     |
| مجموع منچستر سیتی    | مجموع منچستر سیتی    | مجموع منچستر سیتی    | ۱۷۵  | ۲۲  | ۱۸   | ۰   | ۴۹     | ۳      | ۲۳   | ۱    | ۲۶۵   | ۲۶    |
| مجموع آمار           | مجموع آمار           | مجموع آمار           | ۳۱۲  | ۲۷  | ۳۳   | ۰   | ۶۷     | ۴      | ۲۶   | ۲    | ۴۳۸   | ۳۳    |

1. ↑  شامل کوپا دل ری، جام حذفی انگلیس
2. ↑  شامل لیگ اروپا، لیگ قهرمانان اروپا
3. ↑  شامل پلی-آف صعود به لالیگا ۲، سوپر جام اروپا، جام اتحادیه انگلیس، جام خیریه انگلستان، جام باشگاه‌های جهان

### آمار پاس گل
| فصل       | تیم            | پاس گل |
| --------- | -------------- | ------ |
| ۲۰۱۵–۲۰۱۴ | ویارئال بی     | ۰      |
| ۲۰۱۶–۲۰۱۵ | ویارئال بی     | ۰      |
| ۲۰۱۶–۲۰۱۵ | ویارئال        | ۰      |
| ۲۰۱۷–۲۰۱۶ | ویارئال        | ۲      |
| ۲۰۱۸–۲۰۱۷ | ویارئال        | ۴      |
| ۲۰۱۹–۲۰۱۸ | اتلتیکو مادرید | ۱      |
| ۲۰۲۰–۲۰۱۹ | منچستر سیتی    | ۲      |
| ۲۰۲۱–۲۰۲۰ | منچستر سیتی    | ۵      |
| ۲۰۲۲–۲۰۲۱ | منچستر سیتی    | ۲      |
| ۲۰۲۳–۲۰۲۲ | منچستر سیتی    | ۷      |
| ۲۰۲۴–۲۰۲۳ | منچستر سیتی    | ۱۵     |
| ۲۰۲۵–۲۰۲۴ | منچستر سیتی    | ۱      |
| ۲۰۲۶–۲۰۲۵ | منچستر سیتی    | ۰      |
| مجموع     | مجموع          | ۳۹     |

## دوران حرفه‌ای

### اوایل زندگی و حرفه
رودریگو ارناندس کاسکانته در ۲۲ ژوئن سال ۱۹۹۶ در مادرید اسپانیا به دنیا آمد. او در سال ۲۰۰۷ در سن یازده سالگی از  باشگاه رایو ماخادائوندا به باشگاه جوانان اتلتیکو مادرید پیوست. در سال ۲۰۱۳، او به دلیل قدرت بدنی ضعیف، از این تیم جدا شد و سپس به تیم جوانان ویارئال پیوست.
در ۷ فوریه سال ۲۰۱۵، رودریگو اولین بازی خود را در تیم بزرگسالان به عنوان یک تعویض دیرهنگام انجام داد و با نتیجه ۳–۱ در خارج از خانه، اسپانیول بی را در سگوندا دیویسیون بی شکست دادند. ۱۵ روز بعد، او اولین شروع خود را در پیروزی ۲–۰ مقابل رئال زاراگوزا بی به دست آورد.
در ۱۷ دسامبر سال ۲۰۱۵، رودریگو اولین بازی خود را برای تیم اصلی ویارئال انجام داد و با پیروزی خانگی ۲–۰ مقابل اوئسکا در کوپا دل ری، آن فصل را شروع کرد. در ۱۷ آوریل سال ۲۰۱۷، او اولین بازی خود در لالیگا در حالی که در نیمه دوم بازی مقابل رایو وایکانو به جای دنیس سوارز وارد زمین شد، انجام داد. در نهایت، آن بازی خارج از خانه را با نتیجه ۲–۱ واگذار کردند.
در ۴ دسامبر سال ۲۰۱۷، او قرارداد خود را تا سال ۲۰۲۲ تمدید کرد. در ۱۸ فوریه سال ۲۰۱۸، او اولین گل خود را در لالیگا مقابل اسپانیول به ثمر رساند.

### اتلتیکو مادرید
رودریگو در ۲۴ مه سال ۲۰۱۸، درحالی که باشگاه اتلتیکو مادرید با ویارئال برای انتقال او به توافق رسید، به این تیم پیوست. او قراردادی ۵ ساله برای ۲۰ میلیون یورو (به اضافه ۵ میلیون یورو) امضا کرد. رودری در ۱۵ اوت، اولین بازی خود را در سوپر جام اروپا ۲۰۱۸ مقابل رئال مادرید برای ۷۱ دقیقه انجام داد.

### منچستر سیتی
در ۴ ژوئن ۲۰۱۹، رودری با مبلغ ۷۰ میلیون یورو به تیم منچستر سیتی پیوست. او در منچستر سیتی زیر نظر پپ گواردیولا به یکی از بهترین هافبک دفاعی‌های جهان تبدیل شده است. در ۱۴ سپتامبر ۲۰۱۹، اون توانست اولین گل خود را برای منچستر سیتی در لیگ برتر انگلیس مقابل نوریچ سیتی به ثمر برساند که در پایان این بازی، منچستر سیتی با نتیجه سه بر دو بازنده شد. او در ۱۱ آوریل ۲۰۲۳ نیز موفق شد اولین گل خود را در لیگ قهرمانان اروپا در بازی رفت یک چهارم نهایی مقابل بایرن مونیخ به ثمر برساند که این بازی را منچستر سیتی توانست با نتیجه بسیار خوب سه بر صفر برنده شود. در آن فصل لیگ قهرمانان اروپا، منچستر سیتی توانست به فینال این مسابقات صعود کند و حریف اینتر میلان ایتالیا شود. در مسابقه فینال، رودریگو توانست عملکرد فوق‌العاده‌ای داشته باشد و همچنین موفق شد گل پیروزی‌بخش فینال را به حاصل برساند و منچستر سیتی را قهرمان لیگ قهرمانان اروپا کند.

رودریگو پس از قهرمانی در لیگ برتر انگلستان با منچستر سیتی و قهرمانی در جام ملت‌های اروپا با تیم ملی اسپانیا و عملکرد درخشانش در این رقابت‌ها، توانست توپ طلای ۲۰۲۴ را از آن خود کند.

#### مصدومیت
در تاریخ ۲۲ سپتامبر ۲۰۲۴، منچستر سیتی برای مصاف با آرسنال در لیگ برتر انگلیس به میدان رفت. رودری در جریان این مسابقه که با نتیجه ۲–۲ به پایان رسید، به شدت مصدوم شد و در دقیقه ۲۱ به دلیل درد زیادی که داشت، تعویض شد. پس از مسابقه، پزشکان تشخیص دادند که رودری دچار پارگی رباط زانو شده است و برای چندین ماه خانه‌نشین شد.

## افتخارات

### باشگاهی
اتلتیکو مادرید
- سوپرجام اروپا (۱): ۲۰۱۸

منچستر سیتی
- لیگ برتر فوتبال انگلستان (۴): ۲۱–۲۰۲۰، ۲۲–۲۰۲۱، ۲۳–۲۰۲۲، ۲۴–۲۰۲۳
- جام خیریه انگلستان (۱): ۲۰۱۹
- جام حذفی انگلیس (۱): ۲۳–۲۰۲۲
  - نایب‌قهرمانی جام حذفی انگلیس (۱): ۲۴–۲۰۲۳
- جام اتحادیه انگلیس (۲): ۲۰–۲۰۱۹، ۲۱–۲۰۲۰
- لیگ قهرمانان اروپا (۱): ۲۳–۲۰۲۲
  - نایب‌قهرمانی لیگ قهرمانان اروپا (۱): ۲۱–۲۰۲۰
- سوپرجام اروپا (۱): ۲۰۲۳
- جام باشگاه‌های جهان (۱): ۲۰۲۳

### ملی
تیم ملی اسپانیا
- لیگ ملت‌های اروپا (۱): ۲۳–۲۰۲۲
  - نایب‌قهرمانی لیگ ملت‌های اروپا (۱): ۲۱–۲۰۲۰
- جام ملت‌های اروپا (۱): ۲۰۲۴

تیم ملی زیر ۱۹ سال اسپانیا
- جام ملت‌های اروپا زیر ۱۹ سال (۱): ۲۰۱۵

تیم ملی زیر ۲۱ سال اسپانیا
- نایب‌قهرمانی جام ملت‌های اروپا زیر ۲۱ سال (۱): ۲۰۱۷

### فردی
- توپ طلا (۱): ۲۰۲۴
- بهترین بازیکن فصل لیگ قهرمانان اروپا (۱): ۲۳–۲۰۲۲
- تیم منتخب فصل لیگ قهرمانان اروپا (۱): ۲۳–۲۰۲۲
- بهترین گل ماه لیگ برتر فوتبال انگلستان (۱): نوامبر ۲۰۲۱
- بهترین بازیکن فصل لیگ ملت‌های اروپا (۱): ۲۳–۲۰۲۲
- تیم منتخب جام ملت‌های اروپا زیر ۱۹ سال (۱): ۲۰۱۵
- تیم سال پی‌اف‌ای (۲): لیگ برتر انگلستان ۲۳–۲۰۲۲، لیگ برتر انگلستان ۲۴–۲۰۲۳
- توپ طلای جام باشگاه‌های جهان (۱): ۲۰۲۳
- تیم منتخب جهانی مردان از سوی آی‌اف‌اف‌اچ‌اس (۲): ۲۰۲۳، ۲۰۲۴
- بهترین بازیکن جهان از سوی آی‌اف‌اف‌اچ‌اس (۱): ۲۰۲۴
- جایزه بهترین هافبک سال گلوب ساکر (۱): ۲۰۲۳
- تیم مردان منتخب فصل اروپا از سوی رسانهٔ اتلتیک (۱): ۲۴–۲۰۲۳
- بهترین بازیکن جام ملت‌های اروپا (۱): ۲۰۲۴[۶]
- بهترین تیم جام ملت‌های اروپا (۱): ۲۰۲۴[۷]
- تیم منتخب سال ای‌ای اسپورتس اف‌سی (۲): اف‌سی ۲۴، اف‌سی ۲۵